# جو بوک ره
جو بوک ره (کره‌ای: 조복래؛ زادهٔ ۱۸ ژوئیه ۱۹۸۶) بازیگر اهل کره جنوبی است. او در مجموعه‌های تلویزیونی همچو پروانه، تابستان دوست‌داشتنی ما، اتصال، آژانس، محرک، داستان قرارداد ازدواج پارک و دبیرستان مخفی ایفای نقش کرده است.

## فیلم‌شناسی

### مجموعه تلویزیونی
| سال  | عنوان                      | نقش                   | منابع         |
| ---- | -------------------------- | --------------------- | ------------- |
| ۲۰۱۵ | یونگ پال                   | پارک ته یونگ          | [ ۱ ]         |
| ۲۰۱۶ | کارآگاه خون‌آشام            | کانگ ته وو            | [ ۲ ]         |
| ۲۰۱۶ | هنرمندان                   | جو سونگ هیون          | [ ۳ ]         |
| ۲۰۱۹ | رؤیاهای متفاوت             | کیم نام اوک           | [ ۴ ]         |
| ۲۰۱۹ | رئیس ستاد ۲                | یانگ جونگ یول         | [ ۵ ]         |
| ۲۰۲۰ | باد، ابر و باران           | یونگ پال ریونگ        | [ ۶ ]         |
| ۲۰۲۱ | همچو پروانه                | شیم سونگ گوان         | [ ۷ ]         |
| ۲۰۲۱ | نقاب                       | کیم دونگ ووک          | [ ۸ ]         |
| ۲۰۲۱ | زادگاه                     | لی شی جونگ            | [ ۹ ]         |
| ۲۰۲۱ | دکتر مغز                   | جراح پارک             |               |
| ۲۰۲۱ | تابستان دوست‌داشتنی ما      | پارک دونگ ایل         | [ ۱۰ ]        |
| ۲۰۲۲ | کافه حقوق                  | جو سوک جون (قسمت ۲–۳) | [ ۱۱ ]        |
| ۲۰۲۲ | اتصال                      | آقای کیم              | [ ۱۲ ]        |
| ۲۰۲۳ | آژانس                      | کانگ هان سو           | [ ۱۳ ]        |
| ۲۰۲۳ | برادران معجزه‌گر            | جونگ یونگ به          | [ ۱۴ ]        |
| ۲۰۲۳ | محرک                       | پارک چان ایل          | [ ۱۵ ] [ ۱۶ ] |
| ۲۰۲۳ | داستان قرارداد ازدواج پارک | هونگ سونگ پیو         | [ ۱۷ ]        |
| ۲۰۲۴ | خانواده خشک‌شویی            | نام گی دونگ           |               |
| ۲۰۲۵ | دبیرستان مخفی              | گو یونگ هون           | [ ۱۸ ]        |